# Brachythecium turquetii
Brachythecium turquetii är en bladmossart som beskrevs av Jules Cardot 1906. Brachythecium turquetii ingår i släktet gräsmossor, och familjen Brachytheciaceae. Inga underarter finns listade i Catalogue of Life.